# Mikołaj Michał Turczynowicz
Mikołaj Michał Turczynowicz Sieszycki herbu Szeliga – skarbnik trocki w latach 1746–1755, krajczy piński w 1730 roku, dyrektor trockiego sejmiku przedsejmowego 1752 roku.